# Felső-Zeja-síkság
A Felső-Zeja-síkság (orosz nyelven: Верхнезейская равнина, Verhnyezejszkaja ravnyina) hegységközi medence Oroszország távol-keleti részén, az Amuri terület Zejai járásában, a Zeja felső folyása környékén. 

## Ismertetése
300–500 m tengerszint feletti magasságban elterülő hegységközi síkság az Amur-vidék északi részén. Északon a Sztanovoj-hegylánc, délen a Tukuringra-, a Szoktahan- és a Dzsagdi-hegység határolja. Az északi és a déli hegykeret közötti szélessége legfeljebb 100 km, hossza nyugat-keleti irányban kb. 300 km. 
Sűrű vízhálózatának tengelye a Zeja, az Amur mellékfolyója. A sok helyen erősen mocsaras medence alacsonyabb, nyugati részét a Zeja felduzzasztásával létrehozott Zejai-víztározó foglalja el. Széles öblei a beömlő mellékfolyók alsó szakaszából alakultak ki.
A síkságon általános az állandóan fagyott talaj (permafroszt). Az éghajlat zord, kontinentális, a januári átlaghőmérséklet (–31–32 °C) még alacsonyabb is, mint a környező hegygerincek lejtőin. A víztározó északi partján fekvő Bomnak falunál pl. a levegő évi középhőmérséklete –4,5 °C; a legalacsonyabb hőmérséklet –52,1 °C, a legmagasabb 35,8 °C volt. Az évi 500-600 mm csapadék legnagyobb része nyáron érkezik, a medencében ilyenkor érződik a keleti monszun hatása.
A felszín legnagyobb részét tajga borítja, főként a dauriai vörösfenyőből álló tajga. A sík területeken a vörösfenyő gyakran nagylevelű nyírrel (Betula platyphylla) keveredik. Az alacsonyan fekvő térszineken sokfelé tőzegmohalápok alakultak ki.
A mellékfolyók mentén számos aranylelőhely található, ezeket néhol bányásszák. Korábban a síkság területe gazdaságilag igen fejletlen volt, az erdőgazdálkodást az utak hiánya akadályozta. Napjainkra ez annyiban változott, hogy létrejött a Zejai-víztározó, és a síkságot északnyugat–délkeleti irányba átszeli a Bajkál–Amur-vasútvonal. 